# Phyllomacromia legrandi
Phyllomacromia legrandi – gatunek ważki z rodziny Macromiidae.